# Kleine Berlin

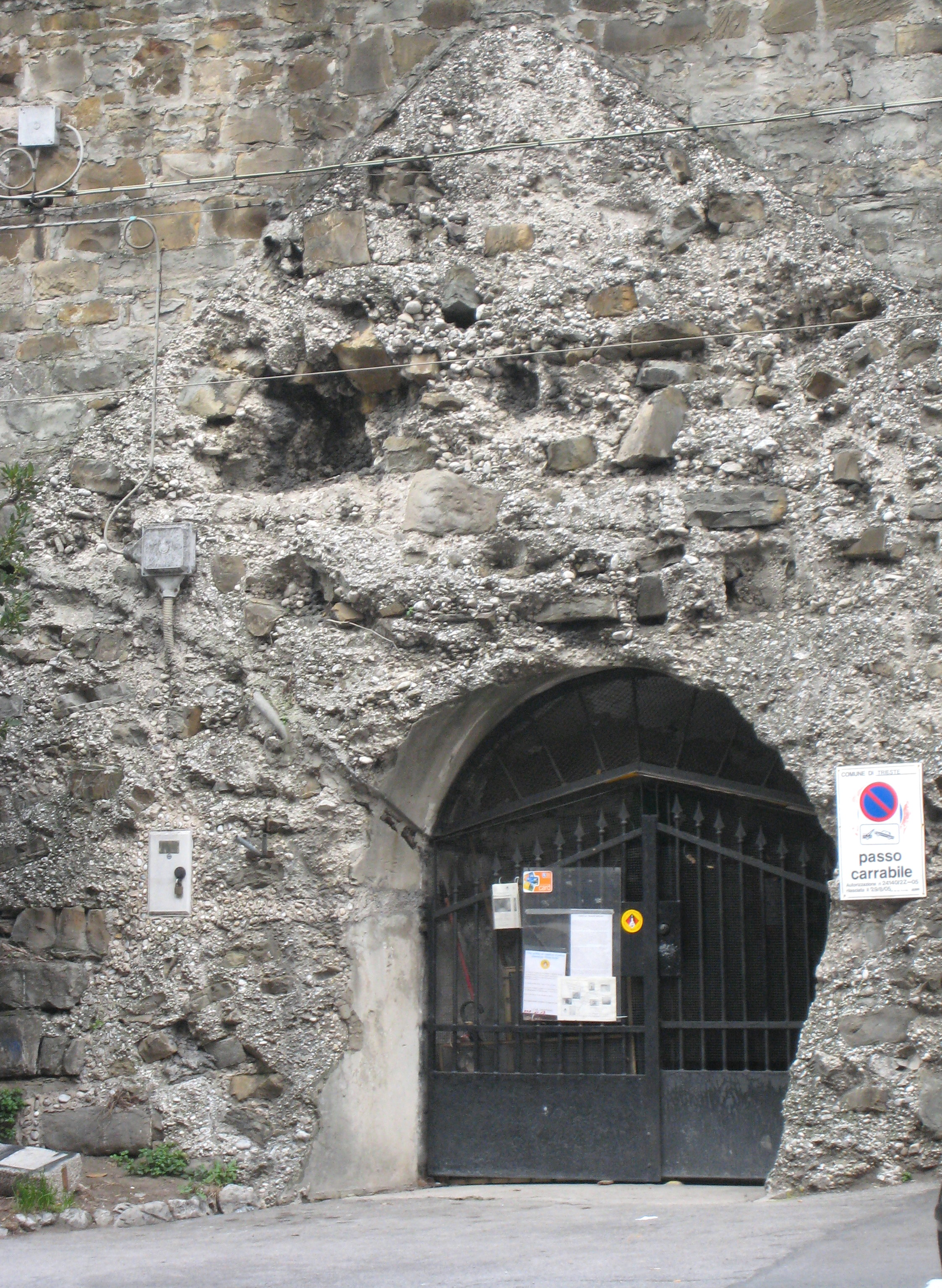
L’ingresso per il pubblico. Si nota ancora sul muraglione la sagoma della struttura in cemento che proteggeva l'entrata.

Kleine Berlin (piccola Berlino in tedesco, in realtà errato, perché in lingua tedesca Berlin non è femminile, è Kleines Berlin) è il più esteso complesso di gallerie antiaeree sotterranee, risalenti alla seconda guerra mondiale, ancora esistente a Trieste.
Data la sua conformazione collinare, Trieste è percorsa da numerose gallerie antiaeree, ma il complesso della kleine Berlin è particolare per la sua ampiezza, la sua estensione, e per il fatto di essere visitabile dal pubblico.
Il complesso è collocato praticamente nel centro della città, alla base del colle di Scorcola, il cui ingresso principale è all'inizio della via Fabio Severo, di fronte al n° 11, nel rione di Barriera Nuova.
Esso è formato da due settori ben distinti ma comunicanti:
- la parte costruita dagli italiani (e precisamente dal comune di Trieste), ed adibita a rifugio antiaereo per la popolazione civile;
- la parte costruita dai militari tedeschi, di struttura completamente diversa, adibita a deposito, magazzino e ricovero antiaereo.

I lavori iniziarono negli anni antecedenti il secondo conflitto mondiale e proseguirono quindi negli anni successivi sino alla fine della guerra.

## Storia

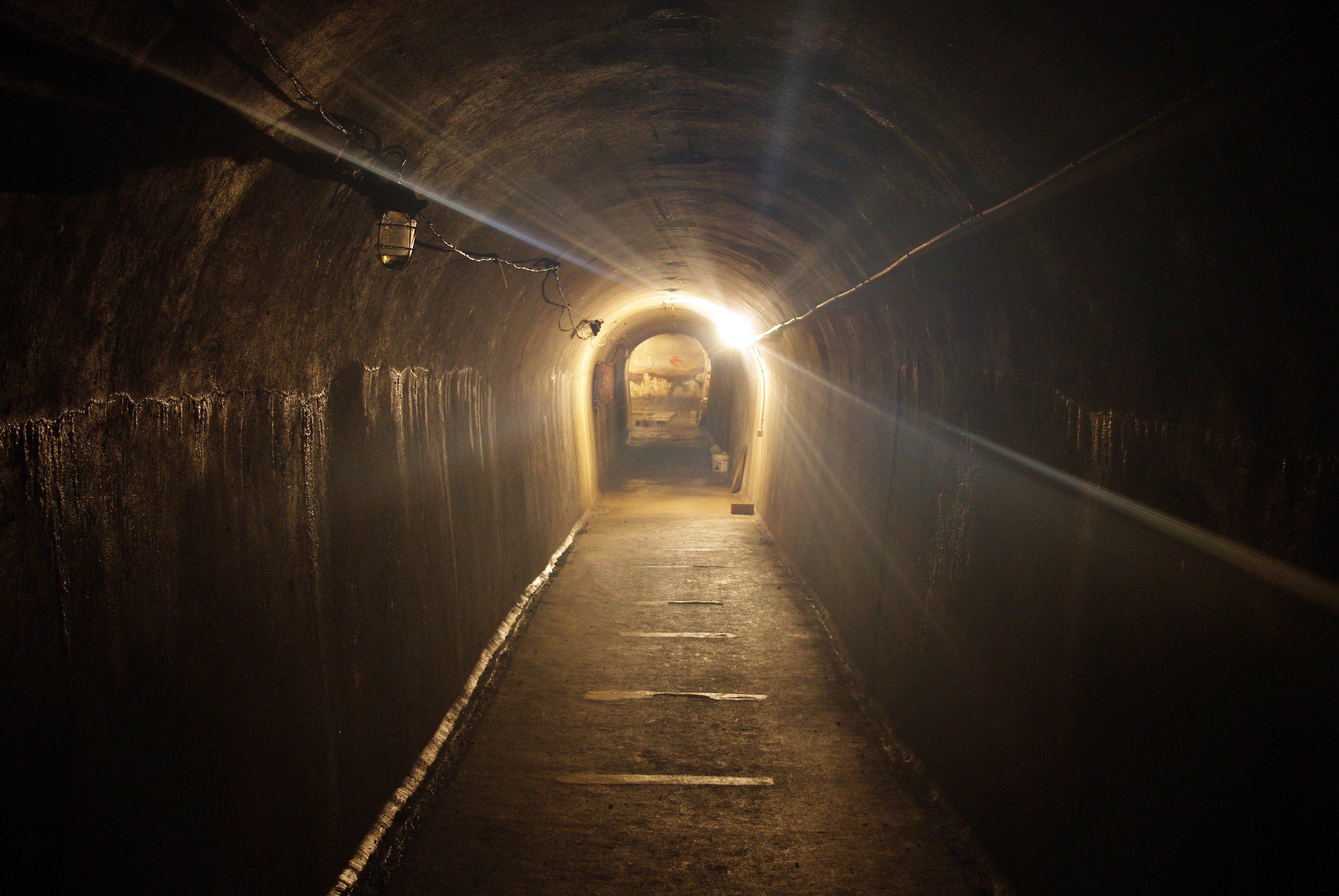
Una delle gallerie

Per capire l'importanza di questo manufatto sotterraneo bisogna specificare che, dopo l'8 settembre 1943, i tedeschi crearono il cosiddetto Adriatisches Küstenland (Litorale Adriatico), un vasto territorio la cui “capitale” era, appunto, Trieste. Essendo il centro logistico di tutte le operazioni dell'alto Adriatico, la città divenne anche sede del comando generale delle SS und Polizei in der Operationszone Adriatisches Küstenland; comandante supremo fu nominato Odilo Lotario Globocnik – per inciso, triestino di nascita – che rispondeva del suo operato direttamente ed esclusivamente al Reichesführer SS Heinrich Himmler.
Come centro nevralgico del comando SS venne scelta la zona di piazza Oberdan – Foro Ulpiano (dove si trova anche il tribunale), ed è all'interno di tale zona perciò che si trova la Kleine Berlin.

## La struttura

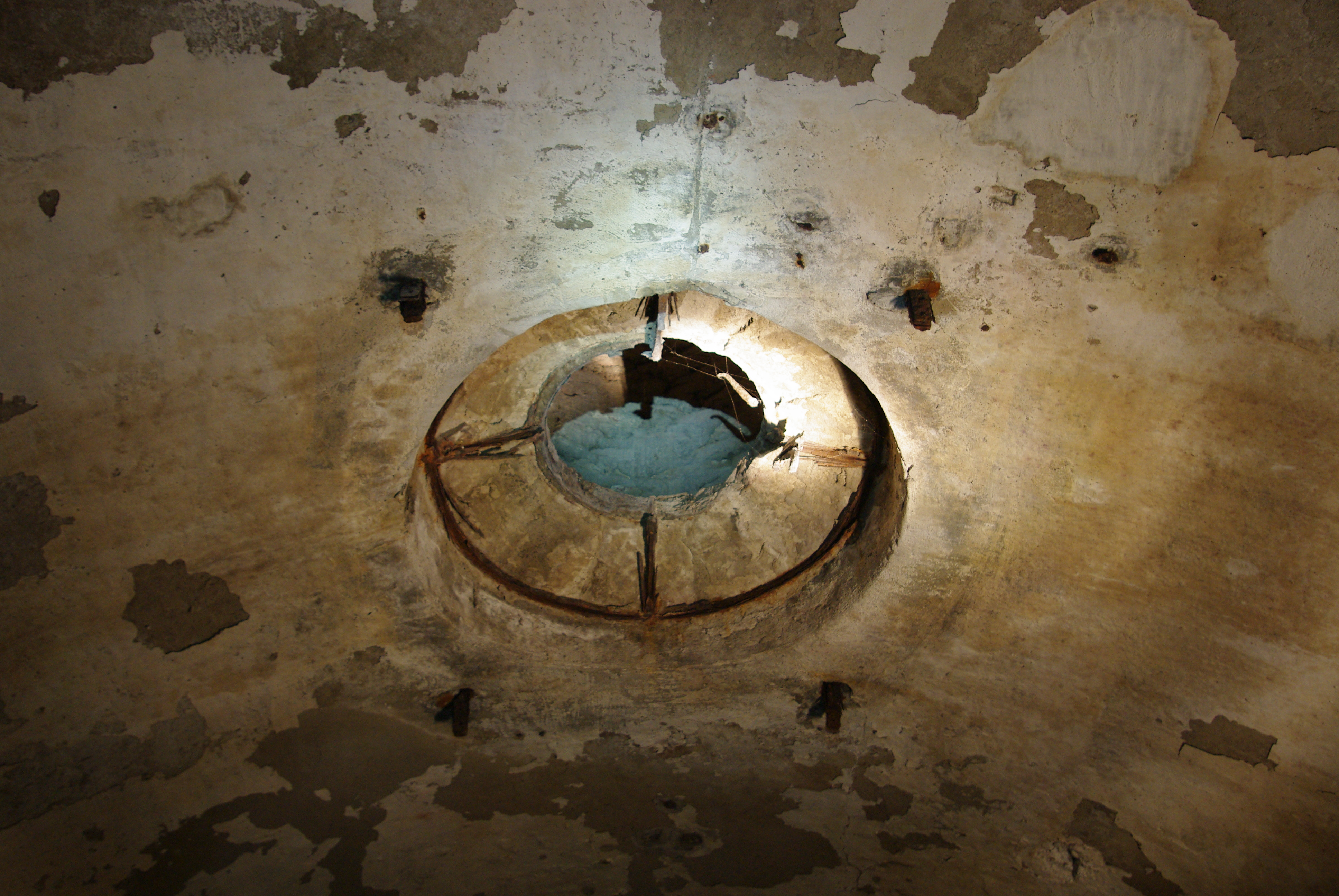
Ventilazione

Come detto precedentemente, il complesso sotterraneo era – ed è tuttora – diviso in due settori strutturalmente diversi l'uno dall'altro.
La parte italiana è costituita da una serie di gallerie parallele collegate da altre perpendicolari, attrezzate alla meglio con panche in legno (oggi si notano solo gli incastri sul pavimento), da un vano infermeria e da uno di servizi igienici ed è servita da tre entrate che danno tutte sulla via Fabio Severo.
La parte tedesca, invece, è formata da un insieme di stanzoni perpendicolari a una lunga galleria principale (solo questo settore occupa una superficie di circa 1.000 m²) ed era, all'epoca, occupata esclusivamente da truppe SS, anche perché veniva adoperata da Globocnik per raggiungere, dalla sua abitazione, gli uffici situati nel palazzo del tribunale, senza uscire allo scoperto. Essa era servita, in totale, da quattro ingressi: uno nel giardino della soprastante villa Ara, abitazione di Globocnik; uno negli scantinati del Palazzo di Giustizia; due, tra cui il principale, sulla via Fabio Severo. Di questi, l'unico oggi agibile è quello principale.

### I vani del settore tedesco

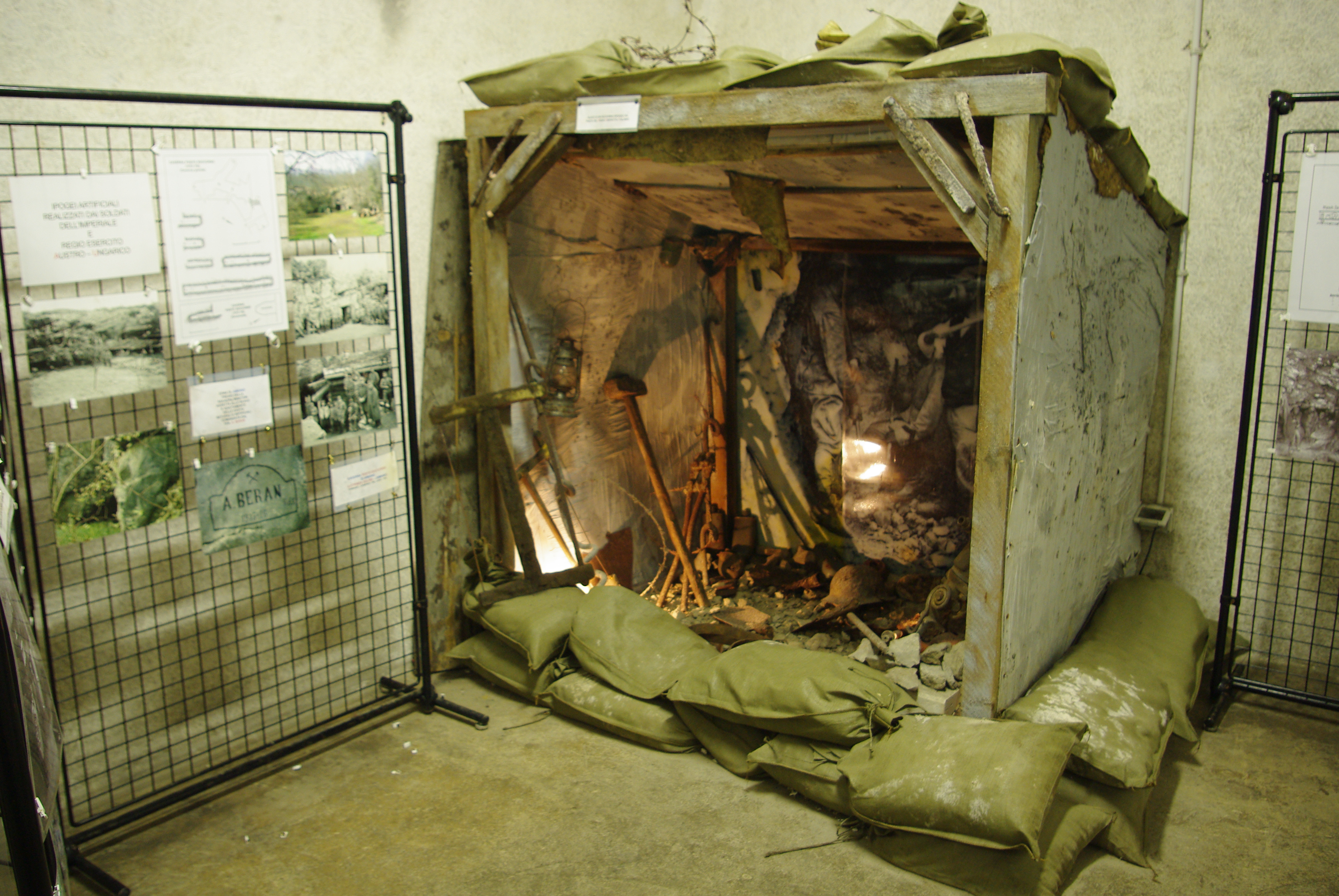
Esposizione in una delle camere

Dopo aver percorso il primo tratto, si giunge a una biforcazione: proseguendo diritti si arriva in una stanza dove, all'epoca, era sistemato un gruppo elettrogeno che dava corrente a parte del complesso ipogeo; procedendo sulla destra si percorre invece, in leggera discesa, la galleria che conduceva, prima che venissero murati i tratti terminali, alla seconda uscita su via Fabio Severo ed a quella sotto il tribunale di Trieste.
Ritornati alla biforcazione, si entra nel complesso vero e proprio del rifugio. Un breve tratto a gomito immette nella grande galleria dalla quale si diramano delle stanze, sia sulla destra che sulla sinistra. In più punti rimangono i resti dell'originale impianto elettrico, di quello idraulico (resti di tubazioni, lavandini, gabinetti, ecc.) e di quello di aerazione forzata. Nella terza galleria di sinistra, invece, si possono notare le tracce della scala a chiocciola in legno che scendeva dal pozzo sovrastante attraverso il quale Globocnick scendeva per recarsi nei suoi uffici al Palazzo di Giustizia.

### I vani del settore italiano
Al termine della grande galleria tedesca, una porta immette nel ricovero italiano. Qui si può riscontrare come – data la differenza di materiale da costruzione – la natura stia gradatamente riprendendo possesso dell'ipogeo: stalattiti, stalagmiti e vaschette di concrezione, nelle quali scorre perennemente un velo d'acqua, danno più l'impressione di essere entrati in una grotta naturale piuttosto che in una condotta artificiale.
Attraverso la porta di comunicazione tra i due complessi, si giunge a metà della galleria comunale. A destra la galleria, che risulta abbondantemente concrezionata, prosegue in linea retta cambiando, alla fine, morfologia. L'ultimo tratto, infatti, è rimasto allo stato di scavo, non essendo stata completata. Dalla parte opposta la galleria, in leggera discesa, pur conservando un leggero velo di acqua corrente sul pavimento, perde gradatamente i suoi connotati di “grotta naturale”. Prima di arrivare all'uscita, sulla destra, si può accedere a un'altra serie di gallerie parallele e perpendicolari a quella comunale.
Al settore italiano si può anche accedere esternamente solo dal terzo ingresso, lungo il muraglione di via Romagna, in quanto gli altri due ancora esistenti sono stati dati in affitto ai gestori di alcuni distributori di benzina e, di conseguenza, chiusi verso l'interno, dopo una decina di metri.

## Il recupero

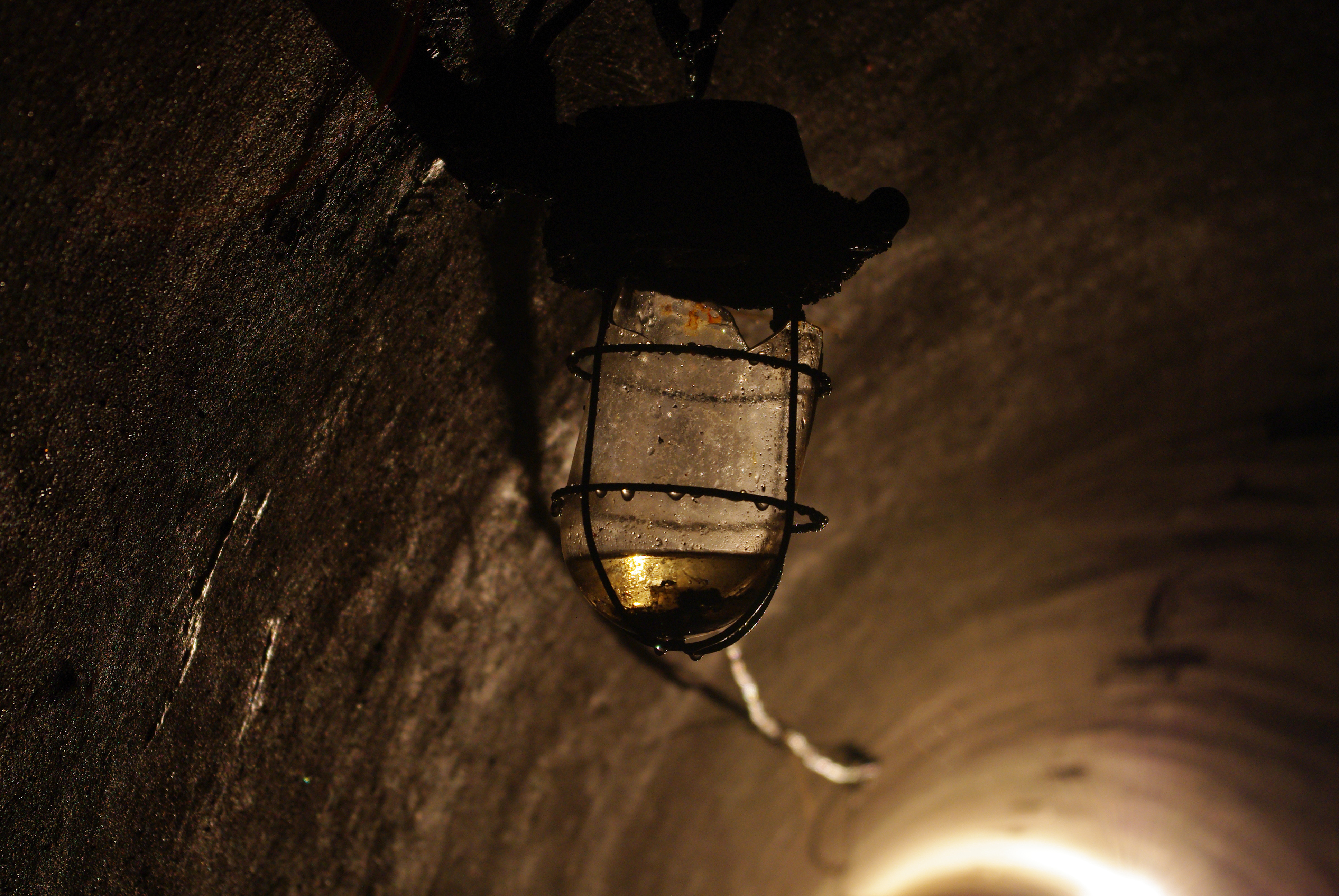
Illuminazione

Il luogo, oltre alla sua grande estensione, riveste una grande importanza storica, non solo per la città di Trieste.
Oggi il luogo è stato riportato alla luce, preservato, consolidato e reso fruibile.
Nel 1995, nel corso di un'esplorazione, la Sezione Ricerche e Studi su Cavità Artificiali del Club Alpinistico Triestino si rese conto che, piano piano, questa testimonianza del passato recente sarebbe andata irrimediabilmente perduta, un poco per l'incuria delle persone (nonostante poca gente potesse entrare, i danni vi erano comunque), un po' per l'abbandono.
Chiesta ed ottenuta dal Comune di Trieste la sub concessione della parte tedesca, il Club Alpinistico Triestino, a proprie spese, ha iniziato il ripristino del complesso con l'illuminazione quasi totale del settore.
Questo in funzione di un progetto più vasto, cioè che la Kleine Berlin venga riconosciuta come “museo minore”. Un programma senz'altro ambizioso che, visti i costi facilmente immaginabili, sarà senz'altro a lunga scadenza ma che, comunque, è già iniziato.

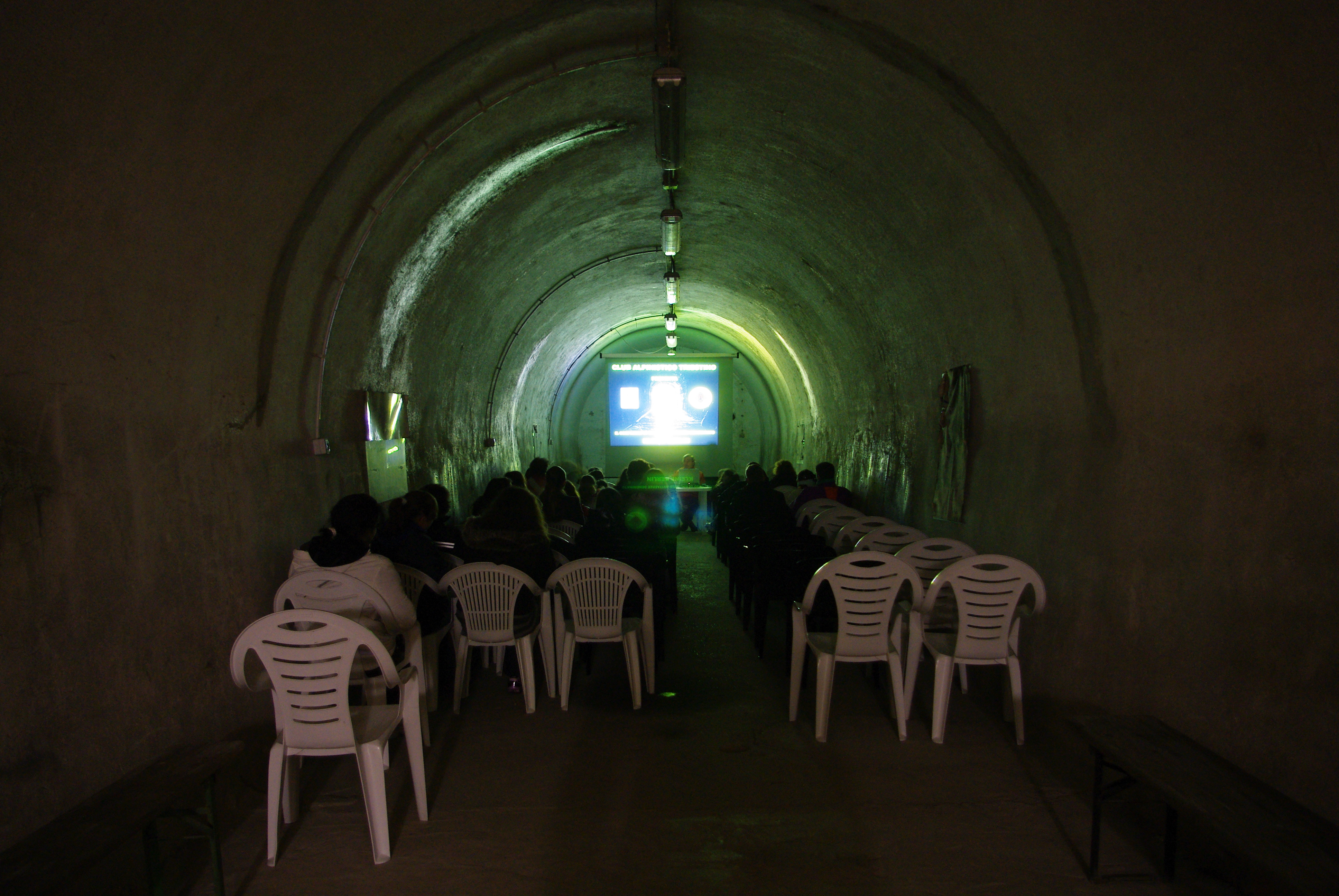
Lezioni di storia

Dall'inizio degli anni 2000 alcuni locali della struttura vengono utilizzati per esporre diverse mostre a tema, che hanno ottenuto un successo superiore alle aspettative. Alcune di queste mostre sono:
- 2000 - “Trieste 1943-1945: i bombardamenti”
- 2003 - “Con gli occhi di un bambino”
- 2003 - “Storia della Speleologia”
- 2004 - “10 giugno 1944 - ore 9:12 di un sabato mattina”
- 2005 - “Caverne della Grande Guerra”
- 2006 - “Storia della Speleologia subacquea”
- 2006 - “Storia dei mulini ad acqua del territorio triestino”